# Regne d'Aram
El regne d'Aram o regne arameu de Damasc fou un estat dels arameus centrat a Damasc a Síria, que va existir del segle XII aC al 734 aC. Les fonts sobre aquest estat són els annals assiris, texts arameus i la Bíblia. Els texts més importants són dels reis assiris Salmanassar III, Adadnirari III i Teglatfalassar III; esmenten alguns dels seus sobirans. Les inscripcions aramees són rares i només una estela reial ha estat identificada (L'estela de Tel Dan) i la resta són dues inscripcions a Erètria i Samos i l'estela de Zakkur. La Bíblia dona un relat més detallat de la història del regne en la seva relació amb Israel, i alguns texts bíblics esmenten les batalles del rei David contra els arameus al sud de Síria al segle x aC (2 Samuel 9:6-19).
La primera part de la història del regne és desconeguda. Teglatfalassar I (1114-1076 aC) esmenta que els arameus havien començat a establir-se a la meitat sud de Síria. Un segle després apareixen lluitant contra Israel. Al segle ix els texts assiris, hebreus i arameus esmenten la capital Damasc; al final del segle ix l'estat va arribar al seu zenit amb Hazael, un oficial de la cort que va matar el rei Hadadezer i va usurpar el tron; durant el seu regnat d'uns 37 anys (vers 842 aC - 805 aC), Hazael va portar a l'exèrcit arameu a la batalla contra les forces del rei Jehoram d'Israel i el rei Ahaziah de Judà. Després de derrotar-los a Ramoth-Gilead, Hazael també va rebutjar dos atacs dels assiris, a l'est de territori israelita, a Jordània; va intentar fins i tot conquerir Jerusalem. La seva influència es va estendre al nord de Síria a l'estat d'Unqi; al sud-oest va arribar fins al Golan i la mar de Galilea (llac Tiberíades). Al segle viii el rei Rezin apareix com a tributari de Teglatfalassar III d'Assíria. El 734 aC es va aliar a Pecahià o Pekah, rei d'Israel, per atacar a Acaz de Judà però aquest va demanar ajut a Teglatfalassar III que va envair el regne, va ocupar Damasc i va annexionar el territori. Segons el llibre dels Reis 16:9, la població fou deportada i Rezin executat.
Les proves arqueològiques són molt minses; a Damasc no hi ha possibilitats de fer excavacions i altres ciutats del regne no han estat identificades de manera segura. Els materials trobats a llocs més al sud com Tell-Ashtara, Tell er-Rumeith, et-Tell, Tel-Dan, Tell el-Oreme, i altres, no permeten distingir la seva cultura de la del nord d'Israel.

## Reis
- Ben Hadad I vers 900 aC (Bar-Hadad I)
- Hadadezer (Ben Hadad II) 880-842 aC
- Hazael 842-805
- Ben Hadad III (Bar-Hadad III) 796 to 792 aC
- Rezin ?-734 aC